# تخطيط التحجم بإزاحة الهواء

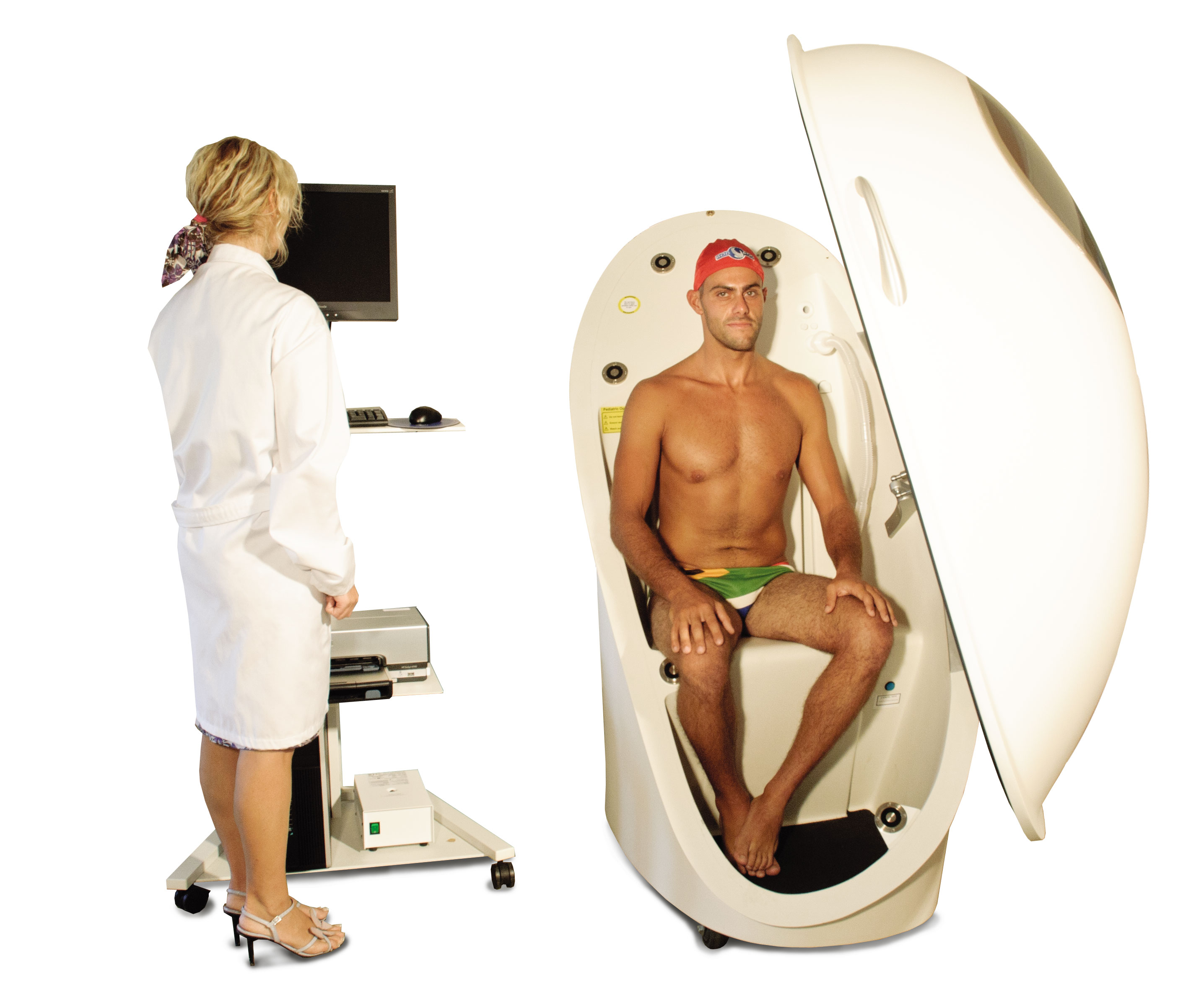
قياس مكوناتالجسم لرجل بالغ باستخدام تكنولوجيا تخطيط التحجم بإزاحة الهواء

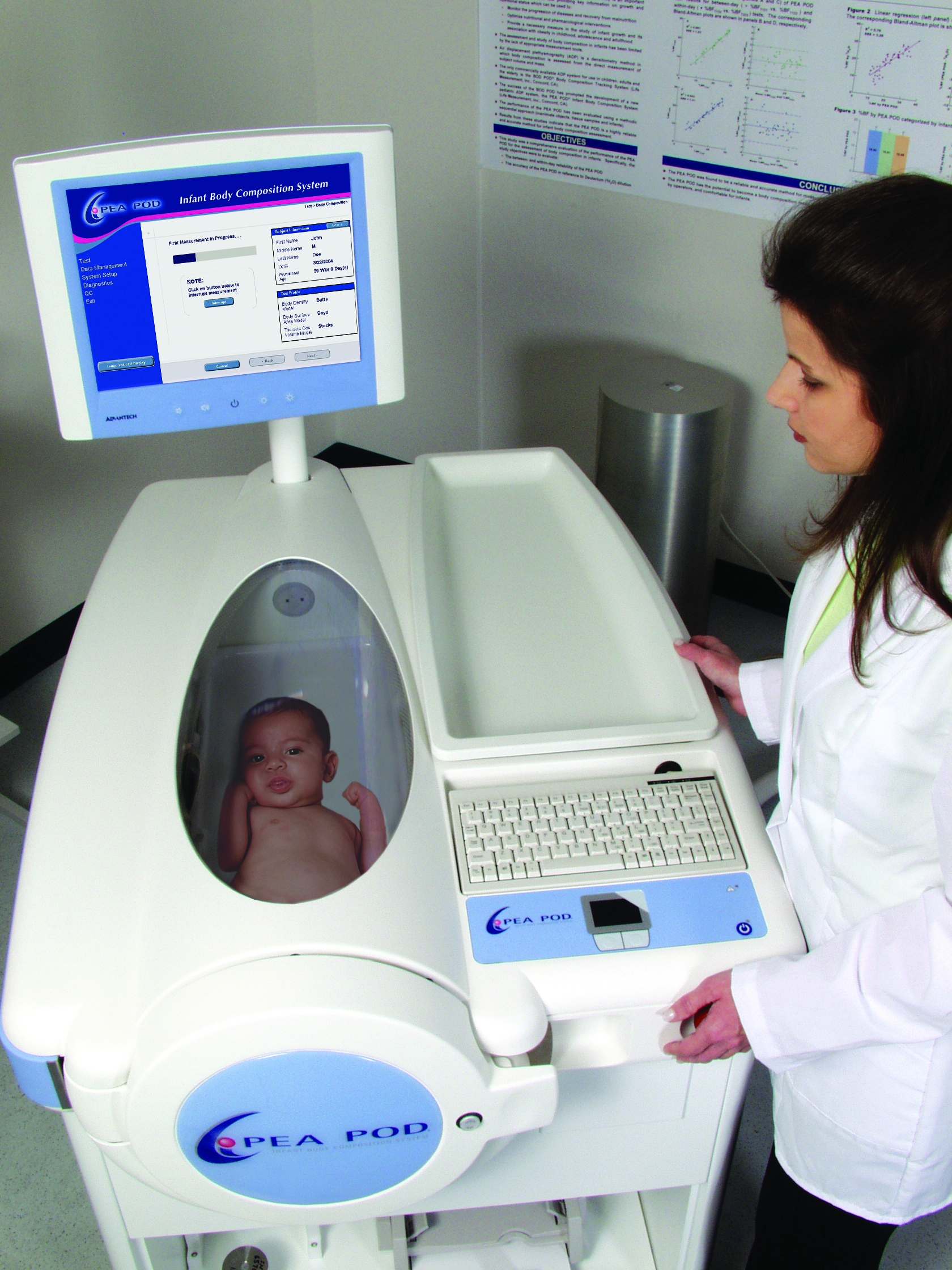
Body قياس مكونات الجسم لطفل باستخدام تكنولوجيا تخطيط التحجم بإزاحة الهواء

النزوح الهواء تخطيط التحجم (بالإنجليزية: Air displacement plethysmography) أو ADP (المعروف أيضا باسم كامل الجسم تشريد الهواء تخطيط التحجم) هي طريقة قياس الكثافة المعترف بها علميا والتحقق من صحتها لقياس مكونات الجسم البشري. ويستند ADP على نفس المبادئ كأسلوب معيار الذهب من التوزين الهيدروستاتيكي، ولكن من خلال تقنية الكثافات التي تستخدم نزوح هواء بدلا من غمر المياه. يوفر الجهاز العديد من المزايا والطرق المرجعية التي يتم الالتزام  بها، بما في ذلك عملية قياس سريعة ومريحة، وآلية، وموسعة، وآمنة، ووتستخدم لكافة الفئات ومختلف الأعمار مثل: الأطفال، البدناء، وكبار السن، والأشخاص ذوي الاحتياجات الخاصة وغيرهم). 

## المصادقة عليه
تم التحقق من صحة  الجهاز  بأساليب تقييم تكوين الجسم الرئيسية وهي:
- التوزين الهيدروستاتيكي g[2]
- Main Reference Methods (hydrostatic weighing, مقياس امتصاص الأشعة السينية ثنائي البواعث، measurement of Total Body Water (TBW) by isotope dilution, measurement of total body potassium, and multi-compartment models[1]
- Deuterium method (in infants)[3]

## روابط خارجية
- BOD POD Manufacturer Page